# Maliktchobanli

Village de Malikchobanli, district de Shamakhi, en 2023

Maliktchobanli est un village de la région de Şamaxı en Azerbaïdjan.

## Géographie
Le village de Maliktchobanli de la région de Şamaxı est situé dans la circonscription administrative du village de Maliktchobanli.

## Économie
La principale occupation de la population du village est l'agriculture et l'élevage.

## Population
Selon les statistiques de 2009, la population du village est de 2065 personnes.